# Soufrière Hills
El volcà Soufrière Hills (soufrière ve del francès i vol dir "sortida de sofre") és un estratovolcà actiu complex (amb el cim format per molts doms de lava) que es troba a l'illa de Montserrat, al Carib. Després d'un període llarg d'inactivitat, va entrar en erupció el 1995, i encara no s'ha aturat. Les seves erupcions han fet que més de la meitat de l'illa hagi quedat inhabitable, han destruït la capital, Plymouth, i han provocat evacuacions massives: aproximadament dues terceres parts de la població han marxat de l'illa.
El volcà és de naturalesa andesítica i el patró d'activitat actual inclou períodes de creixement de doms de lava, separats per episodis breus d'esfondrament del dom, que tenen com a resultat fluxos piroclàstics, núvols de cendres, i erupcions explosives.

## Història antiga
Per mètodes de radiocarboni se sap que hi va haver una erupció l'any 2000 aC (+/- 75 anys) que va formar el cràter d'English, i que l'any 1630 (+/- 50 years) una erupció va emetre entre 25 i 65 milions de metres cúbics de lava a Castle Peak.

## Erupció de 1995–1999
Al llarg del segle XX hi havia hagut períodes d'activitat sísmica separats per 30 anys, però l'erupció que va començar el 18 de juliol de 1995 fou la primera des del segle xvii a Montserrat. Quan van començar a haver-hi fluxos piroclàstics i esllavissades de fang de forma regular, la capital, Plymouth, fou evacuada, i, al cap de poques setmanes, un flux piroclàstic la va cobrir de runa.

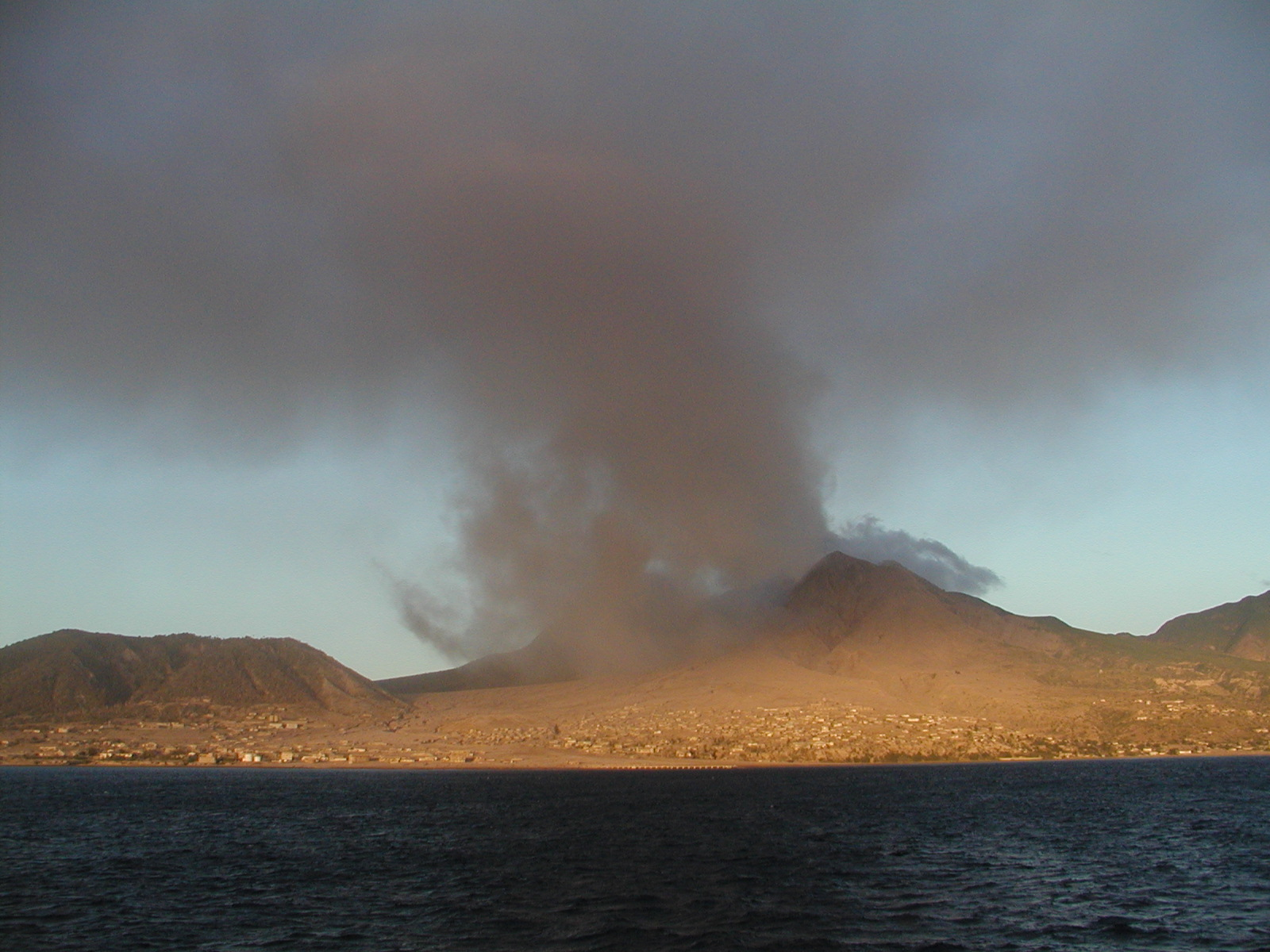
Erupció del Soufrière Hills el 25 de juny de 1997; en primer terme, la ciutat abandonada de Plymouth

La primera explosió freàtica d'aquest nou període d'activitat va començar el 21 d'agost de 1995, i va durar 18 setmanes, fins que va causar la formació d'un dom de lava andesític. Al principi, va quedar confinat pel col·lapse d'un sector de la muntanya. Aquest període va durar 60 setmanes més, després de les quals, van col·lapsar alguns doms importants i va haver-hi dos períodes d'erupcions volcàniques explosives, i de fluxos piroclàstics. L'explosió va cobrir totalment Plymouth, que estava a 6 km, d'una capa espessa de cendra, i va enfosquir el cel gairebé del tot.
Els terratrèmols van continuar amb tres epicentres: sota el mateix volcà, a la carena que va cap al nord-est, i sota St George's Hill, uns 5 km cap al nord-oest. Una gran erupció el 25 de juny de 1997 va provocar la mort de dinou persones. L'aeroport de l'illa estava a la ruta del flux piroclàstic principal i va quedar completament destruït.
Els governs del Regne Unit i de Montserrat van dirigir les tasques d'ajuda, donant 41 milions de lliures a Montserrat; però va haver-hi disturbis i protestes contra el govern britànic perquè no feia prou. Els disturbis van venir després d'una oferta d'ajuda de 10 milions de lliures de la secretària de desenvolupament internacional del Regne Unit, Claire Short, que va provocar la dimissió del ministre principal de Montserrat, Bertrand Osborne, acusat de ser massa pro-britànic i de no exigir una oferta millor.

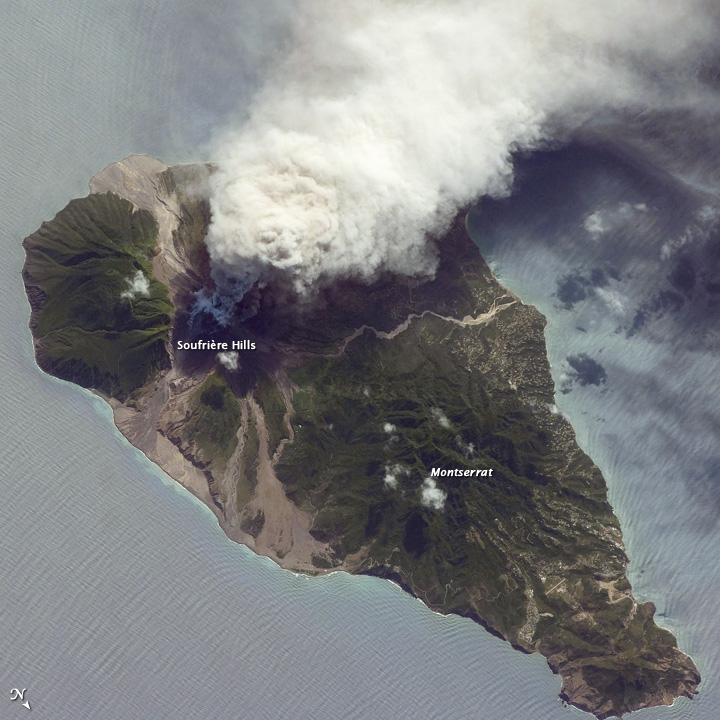
Plomall de vapor i cendra de 2009, volcà de Soufrière Hills. La part grisa que es veu són fluxos piroclàstics i esllavissades de fang d'origen volcànic (lahars), que s'estenen des del volcà cap a la costa. Foto de la NASA des de la ISS, 11 d'octubre de 2009, vista des del nord-est en direcció cap al sud-oest

Imatge de satèl·lit amb color fals de Soufrière Hills abans i després del col·lapse parcial d'un dom l'any 2010. Les àrees vermelles representen vegetació viva, les àrees grises estan cobertes per runa volcànica

El destructor britànic HMS Liverpool va ser el transport principal que va evacuar la població de Montserrat cap a altres illes, com Antigua i Barbuda, que van avisar que no podrien acollir gaire més refugiats. Unes 7.000 persones, o dos terços de la població, van marxar de Montserrat; 4.000 van anar cap al Regne Unit.

## Activitat des de 1999
El 24 de desembre de 2006, s'hi van veure fluxos piroclàstics. El 8 de gener de 2007, es va donar una nova ordre d'evacuació que va afectar 100 persones més.
A dos quarts de dotze de la nit, el 28 de juliol de 2008, va començar una erupció sense activitat precursora. Lòbuls de fluxos piroclàstics van arribar fins a Plymouth. Van registrar-se unes quantes explosions fortes, la més grossa a les 11:38. L'alçada de la columna de cendra s'estima que va arriba a 12.000 metres sobre el nivell del mar.
El volcà és un dels més vigilats del món des que va començar-ne l'erupció; el Montserrat Volcano Observatory en pren mesures de forma contínua i n'informa de l'activitat al govern i la població de Montserrat.
En un article publicat a Science el 9 d'octubre de 2008, es va suggerir que hi ha dues cambres magmàtiques interconnectades sota el volcà de Montserrat – una a sis quilòmetres de profunditat i l'altra a 12 quilòmetres. També s'hi veu una relació entre el comportament a la superfície, i la mida del magma més profund.
El 5 de febrer de 2010, una erupció vulcaniana va propulsar fluxos piroclàstics simultanis per diferents bandes de la muntanya, i l'onze de febrer de 2010, un col·lapse parcial del dom de lava va enviar núvols grans de cendra que van arribar a illes properes com Guadeloupe i Antigua. Les àrees habitades de Montserrat mateix van rebre poca acumulació de cendra en cap dels dos episodis.

## Galeria de fotos

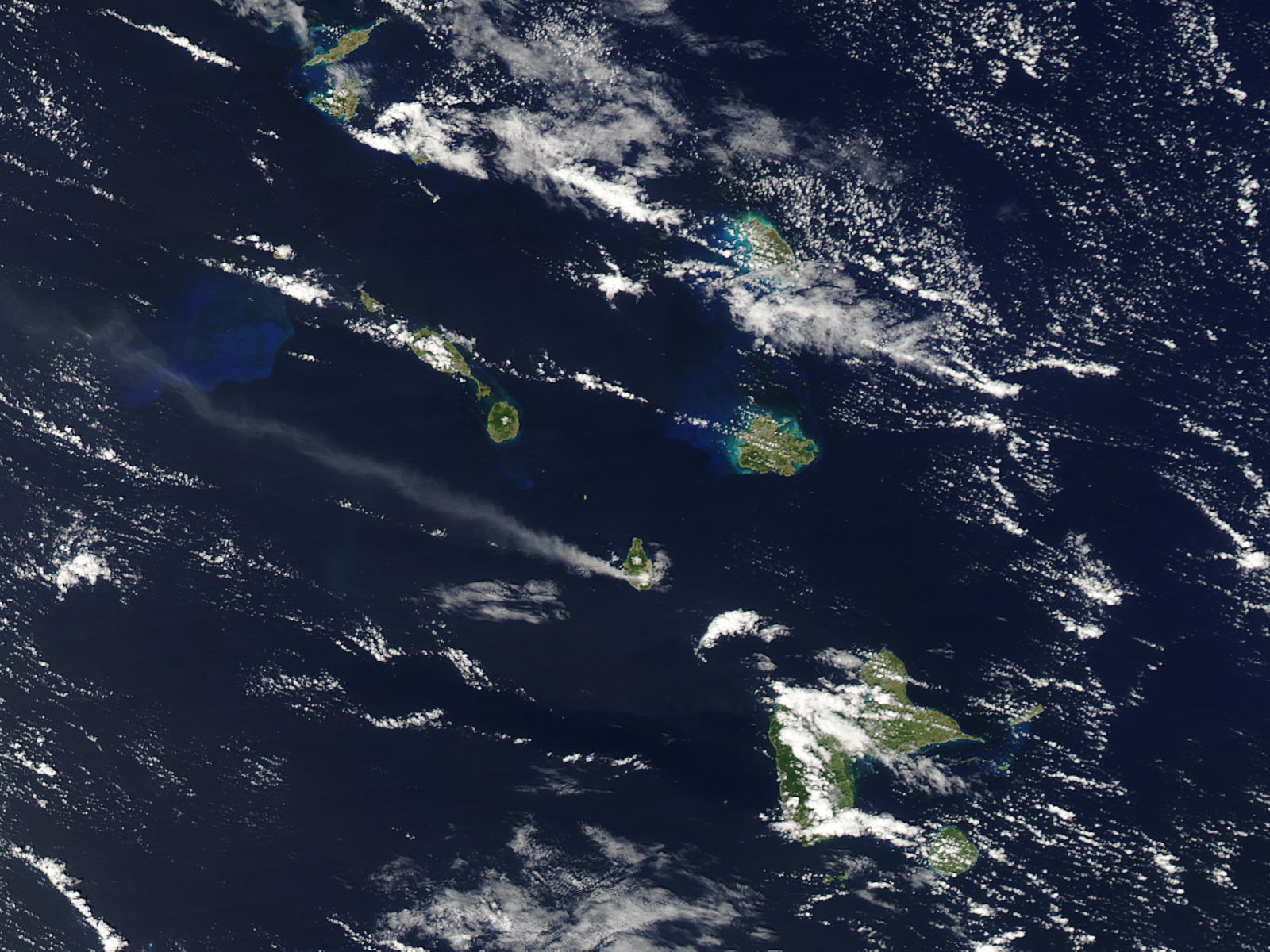
Vista per satèl·lit del plomall de cendra de Soufrière Hills, 10 de març de 2004, al centre de la imatge
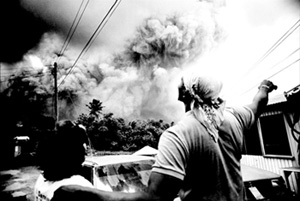
Erupció de les 10:46 del matí del 22 de setembre de 1997
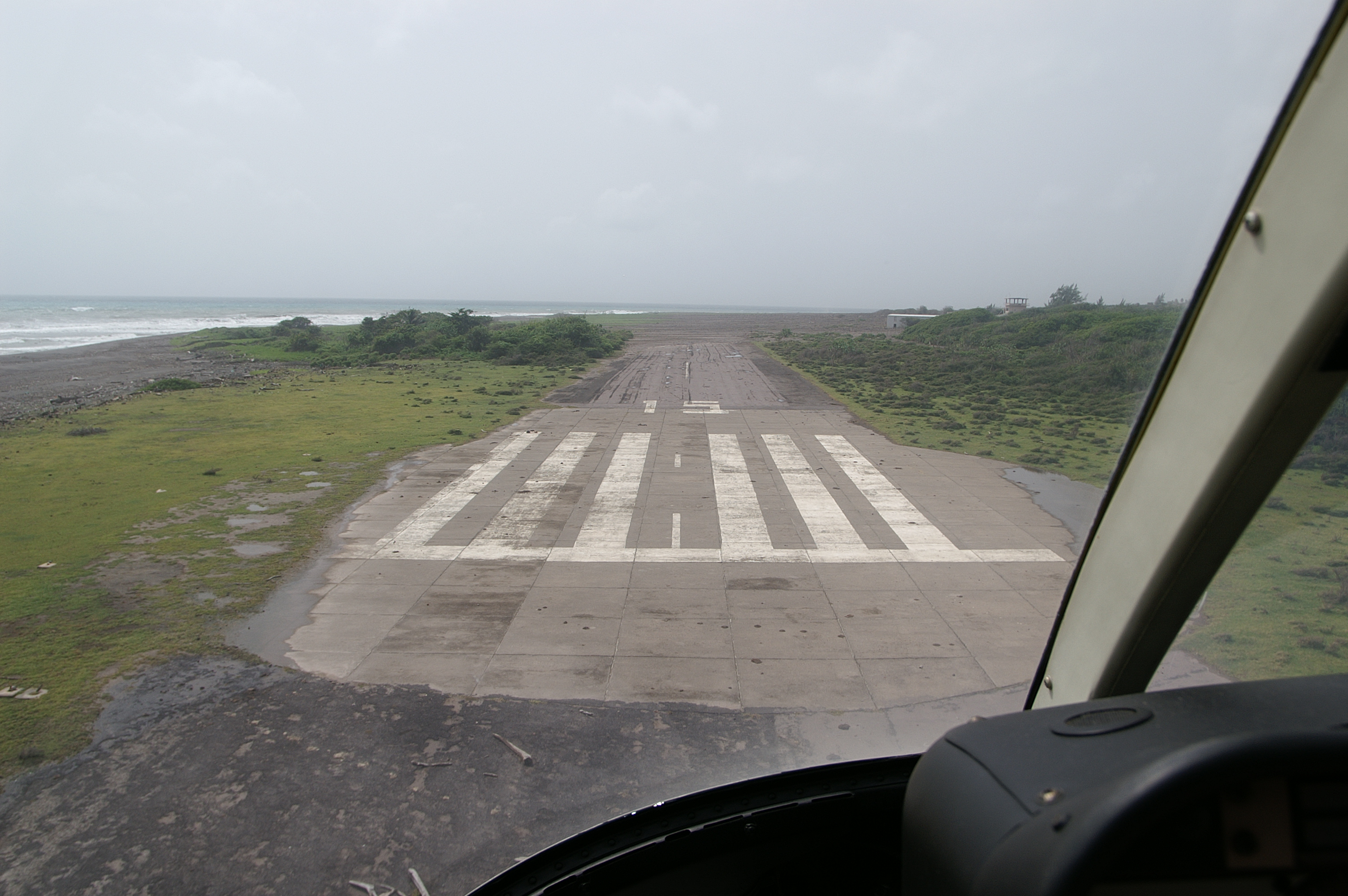
L'aeroport destruït per l'erupció